# Ayahuasca

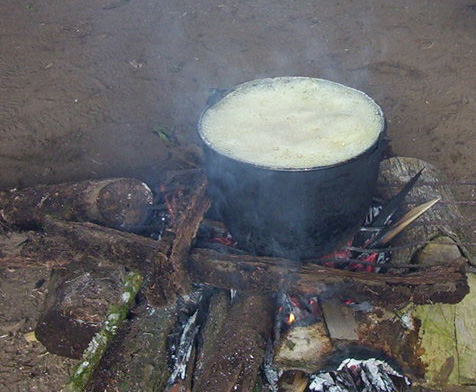
Cocció d'Ayahuasca al Perú

L'ayahuasca és una mixtura líquida que té efectes psicoactius que s'obté de la infusió de diverses plantes, especialment la Banisteriopsis caapi. És considerada sagrada per algunes comunitats indígenes de Sud-amèrica, que l'han incorporat tradicionalment als seus usos i ritus religiosos.

## Plantes utilitzades
El Psychotria viridis és un dels arbustos que es barreja amb el Banisteriopsis caapi per tal de produir l'ayahuasca. Aquest arbust és un parent del cafè i és el que conté la dimetiltriptamina (DMT), que barrejada amb l'harmilina de Banisteriopsis caapi produeix les al·lucinacions que es busquen amb el seu consum. Tot i que la DMT que conté la planta i la seva extracció són il·legals arreu del món, el cultiu i el comerç de Psychotria viridis no ho són. La Psychotria es troba al llarg de la conca de l'Amazones i a les zones tropicals de tots dos hemisferis.
Diplopterys cabrerana creix a la zona amazònica colombiana i equatorial, al nord del Perú i a l'oest de Brasil i és una liana tropical d'aspecte semblant a la Banisteriopsis caapi, amb fulles que acaben en punta, que es diferencien de l'anterior perquè són més amples, més punxegudes i més grans, i són de color verd més fosc. Tot i que no és comú que floreixi, a la unió de les fulles amb el tall hi poden aparèixer quatre flors petites de color rosaci i amb cinc pètals. Es considera entre 3 i 10 cops més potent que la Psychotria viridis. A Sud-amèrica se la coneix com a chaliponga i en algunes zones se l'anomena ayahuasca negra, ja que és fosca.
Mimosa hostilis creix al nord-est de Brasil i a Mèxic. És un arbre espinós de 6 a 8 metres d'alçada. El tronc té uns 10 o 15 cm de diàmetre. Les flors són blanques i aromàtiques. La seva ingestió pot provocar mal d'estómac. Aquesta planta, també se la coneix pel nom de jurema o vi de jurema. Aquesta última denominació es fa servir al nord del Brasil, on la utilitzen per a fer celebracions festives.

## Història

### Origen de l'al·lucinogen
La planta de l'ayahuasca i els altres components del beuratge són originaris d'Amèrica. La Banisteriopsis Caapi creix a la vall de l'Amazones, a l'est de l'Equador i en algunes zones del Perú, Colòmbia i Veneçuela. Actualment, hi ha 75 ètnies indígenes de l'alt i el baix Amazones i als Andes peruans que continuen prenent aquesta barreja psicoactiva.
Existeixen documents etnogràfics que remunten el coneixement de l'ayahuasca entre els pobles amazònics a uns 10.000 anys enrere. Les diferents cultures que la utilitzen tenen el seu propi mite sobre les seves divinitats i esdeveniments associats amb l'origen de les mateixes tribus. També se sap que aquest al·lucinogen va ser utilitzat per la civilització inca. Des del 1930, algunes comunitats religioses del Brasil la utilitzen en les seves cerimònies.

### Descobriment occidental de l'ayahuasca
Les pràctiques de l'ayahuasca no es van revelar al món occidental fins al 1851, quan l'explorador anglès Richard Spruce va viatjar al Perú i hi va descobrir que aquella beguda es feia servir en diversos rituals. Però, no va ser fins a 7 anys després que Manuel Villavicencio, un geògraf equatorià, es va convertir en el primer no indígena a experimentar els efectes de l'ayahuasca després de ser convidat a participar en un ritual indígena. Villavencencio explica al seu llibre Geografia de la República de l'Equador que va "veure els paisatges més acollidors, grans ciutats, meravelloses torres, bonics parcs i altres coses magnífiques".
A principi de la dècada dels 50, l'escriptor estatunidenc Williams Burroughs va sentir parlar d'aquesta beguda i el 1953 va viatjar a Colòmbia per tastar-la. Més tard, el poeta estatunidenc Allen Ginsberg també va fer el viatge per tastar-la. Tots dos van intercanviar-se cartes per tal de compartir les seves experiències. A partir d'aquestes cartes, va sorgir un llibre, Les cartes del yagé, que va popularitzar l'ayahuasca. Les investigacions de l'etnobotànic Richard Evan Schultes van ser també determinants perquè l'ayahuasca passés de ser una planta utilitzada només per tribus amazòniques en certs països a ser coneguda també al món occidental. A partir dels anys 50, s'utilitzà en el camp de la psicoteràpia i, des dels anys 70, se'n va fer un ús estès com a tractament de toxicomanies i comportaments compulsius.

## Utilització

### Funció curativa
Una de les funcions tradicionals i contemporànies de l'ayahuasca és la curativa.

#### Funció curativa indígena
Des de temps immemorials, els indígenes de la conca amazònica han fet servir aquesta planta per als seus efectes curatius. Per a ells l'ayahuasca és un remei per a tota mena de malaltia o dolor, des del mal de canell a la depressió. Certes persones afirmen que l'ayahuasca cura el que la medicina tradicional no pot curar.

#### Funció curativa al món occidental
A partir del coneixement científic dels efectes de l'ayahuasca als 1950s, s'ha incrementat l'interès per estudiar el beuratge per entendre la seva forma d'actuar al cos i a la ment humana i per a buscar-ne aplicacions en psicoteràpia i en altres camps relacionats. Hi ha treballs fets al Brasil per equips d'investigadors nord-americans, en especial, l'equip dirigit pel psiquiatre Dr. Ch. Grob, de la Universitat de Los Angeles l'any 1995. També els de l'equip del farmacòleg Dr. J. Callaway, de la Universitat de Kuopio, Finlàndia i els treballs fets pel metge francès, Dr. J. Mabit, que ha fundat el centre Takiwasi a Tarapoto, Perú, per atendre toxicòmans amb tractaments basats en efectes de l'ayahuasca.
Tot i que no existeixin resultats estadístics definitius, és àmpliament considerar que la psicoteràpia que utilitza l'ayahuasca com a mitjà per trencar les resistències dels pacients té efectes beneficiosos.

### Funció social
L'ayahuasca forma part dels rituals sagrats dels pobles indígenes amazònics i andins i té també una funció social. Es consumeix per prendre decisions o per resoldre conflictes (intrafamiliars, intratribals, etc.). L'antropòleg català Josep Maria Fericgla compara el seu ús religiós, festiu, social o medicinal amb la funció que ocupa el vi a les societats mediterrànies.
Un xaman és l'individu de la tribu que es pot comunicar amb els esperits i que té visions que interpreta per endevinar el futur i guarir. Normalment, la figura del xaman es troba relacionada amb les tribus primitives, caçadores i recol·lectores. Els xamans són una de les peces clau de les tribus, ja que són els encarregats de transmetre la saviesa i coneixement dels avantpassats als joves aprenents. Els xamans ho són de naixement i reben el do per herència.
El xaman és una persona que experimenta per intentar superar els límits naturals del coneixement i poder accedir a fonts superiors. Els xamans prenen ayahuasca per poder accedir a un estat superior. Un xaman ha de tenir una gran resistència física i mental, ja que les dosis que beuen habitualment poden molt fortes.

### Funció religiosa
Des de la dècada del 1930 s'ha usat l'ayahuasca per uns quants sincretismes religiosos que neixen al Brasil, el primer dels quals és el Santo Daime, fundat per Raimundo Irineu Serra combinant elements catòlics populars i tradicions espirituals europees, africanes i indígenes. Raimundo va fundar el culte el 1930 després d'una experiència amb l'ayahuasca.
A part del Santo Daime, existeixen altres organitzacions per a les quals l'ayahuasca és motiu de culte, com A Barquinha i l'UDV (Uñiao do Vegetal), una secta brasilera. Aquests dos cultes han estat aprovats per diversos governs iberoamericans i gaudeixen d'un gran prestigi social amb membres que provenen del món artístic i intel·lectual brasiler.

## Dos noms relacionats amb l'ayahuasca

### Richard Evans Schultes
El botànic estatunidenc Richard Evans Schultes (1915-2001), considerat un dels pares de l'etnobotànica, va catalogar centenars de plantes psicoactives i va ser un dels impulsors que va fer possible que l'ayahuasca esdevingués el que és ara amb el seu llibre Les plantes dels déus.

### Josep Maria Fericgla
Josep Maria Fericgla (1955) ha estat un personatge rellevant en la investigació de l'ayahuasca, a Europa i a la selva sud-americana. Fericgla ha publicat diversos llibres en què relliga l'ayahuasca i la consciència i és un dels pioners de l'ús de l'ayahuasca en aplicacions terapèutiques, per exemple per a la desintoxicació de drogoaddictes.

## Característiques de l'ayahuasca

### Principis actius
La dimetiltriptamina, més coneguda com a DMT, és un alcaloide que va ser sintetitzat per primer cop l'any 1931 per Manzke, i aïllat de dues plantes per dos investigadors diferents l'any 1946 i 1955. Però no va ser fins al 1956 que se'n descobririen les característiques al·lucinògenes. La DMT es troba al cos humà i és la que ens provoca els somnis.
Actualment, la DMT es troba en plantes com: acàcia, Anadenanthera', Mimosa, Piptadenia, Virola, syrian rue, Psychotria viridis, Psychotria carthagenensis, Diplopterys cabrerana, etc.
La DMT és una substància psicoactiva molt potent, però que té una duració curta i es pot prendre per diferents vies:
- Fumada: els seus efectes poden arribar a durar entre 5 i 30 minuts, i els seus efectes més potents, normalment arriben al minut d'haver fet una inhalació ràpida. Per aquest fet, ha rebut un sobrenom a causa del seu ràpid efecte: se l'anomena businessman trip (viatge de negocis). Si se'n pren una dosi massa alta o es fuma alguna impuresa, es poden produir vòmits.
- Nasal: si la DMT és presa per la via nasal, els efectes tenen la mateixa duració que si és fumada, però els efectes són menys potents. Aquesta via d'entrada era la utilitzada juntament amb l'oral (ayahuasca) pels pobles primitius. Per tal que pogués ser introduïda per la via nasal, el mètode que feien servir era la trituració de la planta.
- Venal: té les mateixes característiques que l'esnifada, però és la què es fa servir als hospitals.
- Oral: oralment, la DMT no produeix cap efecte, ja que l'estómac, quan detecta la DMT, l'elimina. Així doncs, només actua si és barrejada amb un inhibidor de monoamina oxidat. En la beguda de l'ayahuasca, és la Caapi Banisteriopsis la que conté l'inhibidor, el qual en aquest cas és l'harmilina. Presa oralment, l'efecte té una duració de 3 hores aproximadament i produeix una experiència llarga, lenta, però molt profunda des de l'inici. La barreja produeix al·lucinacions visuals i auditives, i altres experiències.

### Efectes
La DMT és una substància que recorre l'organisme. Pot ser que faci un efecte de neteja, de depuració, de purificació i de purga, que es manifesta físicament pel vòmit i la diarrea; en l'àmbit mental i emocional, per una catarsi. El més significatiu psicològicament durant la presa de l'ayahuasca és la claredat del pensament que provoca.
Els investigadors Schultes i Hofmann diuen que amb l'ayahuasca sense additius la intoxicació pot ser agradable; produeix visions lluminoses amb els ulls tancats després d'un període de vertigen, nerviosisme, profunda respiració i, alguns cops, nàusees. Durant una etapa de fatiga, s'inicia el joc de colors; al principi blanc, després blau apagat que augmenta en intensitat; finalment hi ha qui dorm, però interromput per somnis i febre.
L'efecte més violent i freqüent és la diarrea que ocorre després de la intoxicació. Amb l'additiu de la triptamina (es troba a la DMT), molts d'aquests efectes s'intensifiquen; a més, apareixen palpitacions, convulsions, midriasi (la midriasi és la dilatació de la pupil·la), i per acabar la taquicàrdia. L'efecte més fort que pot assenyalar una forta intoxicació és una mostra d'agressivitat o de temor.
No hi ha registrats efectes a llarg termini, però sí que hi ha observacions de desenvolupament de canvis a llarg termini en el sistema nerviós central després d'un ús continu, segons afirma l'investigador J. C. Callaway quina detectat canvis significatius en la densitat dels nexes d'activació de serotonina en les plaquetes sanguínies. Callaway diu que aquests canvis extensos i duradors són el resultat del flux setmanal o bisetmanal de neurotransmissors, en aquest cas serotonina, que provoquen una estimulació que causa el canvi en la funció neuronal. A Callaway li sembla una nova forma inexplorada d'aplicar l'ayahuasca a les disfuncions neuronals: induir una síndrome de serotonina terapèutica que actuï com una espècie de sedant mental.

### Dependència i control

#### Dependència
No s'han reportat casos de dependència física, psicològica, intolerància o morts per intoxicació entre les cultures andines i amazòniques, que tradicionalment l'han utilitzat. Però sí que hi ha estudis que indiquen casos de dependència, com els del doctor Jaques Mabit, quan no s'han seguit les precaucions ancestrals del seu consum.

#### Control
L'ayahuasca és un entogen que es pot arribar a controlar, és a dir, que si el consumidor vol deixar de tenir les al·lucinacions, pot fer-ho.

### Risc i precaucions

#### Risc
L'emergència més comuna és l'anomenada "mal viatge", que per a moltes persones és una experiència positiva, ja que significa que estàs veient les teves pors i tens l'oportunitat d'identificar-les i enfrontar-t'hi. En aquests casos, s'ha d'intentar calmar el consumidor proporcionant-li serenitat i confiança per ajudar-lo en el seu procés. En situacions molt extremes, la medicina acadèmica aconsella administrar un antipsicòtic que contingui clorpromazina o haloperidol.

#### Precaucions
Les precaucions o normes a seguir abans de la presa de l'ayahuasca són les següents: entre 1-5 dies sense menjar carn (sobretot, porc), cítrics, no fumar i abstinència sexual. El dia de la presa, cal menjar el menys possible i, si pot ser, res. És importat no ser un gran consumidor de marihuana, ja que segons els xamans les dues plantes són femenines i es repel·leixen o es disputen. S'ha d'intentar tenir el mínim de THC al cos. Després de la presa, convé tenir alguna cosa per menjar i beure, ja que durant la presa pots arribar a vomitar molt. Després de la presa, s'ha d'estar un cert temps sense fer el ja esmentat abans. Aquest període varia segons cada persona. Depèn de quant li duri l'efecte a una persona i pot variar de 3 dies a 2 setmanes.

### Comparació amb altres plantes psicoactives
El peiot és un cactus de mida petita que es troba al sud dels Estats Units i al centre de Mèxic. Com l'ayahuasca, també té un psicoactiu molt potent, que el consagra com un dels al·lucinògens més forts actualment. El seu ús també és similar al de l'ayahuasca. També s'ha format un culte sincrètic al voltant dels seus efectes, que té com a nom Església nativa americana, que el fa servir per curar malalties socials com l'alcoholisme.
Una altra variant del peiot és el San Pedro, que és també un cactus però que té unes dimensions molt més grans. Aquest cactus es troba a Mèxic, Bolívia, Equador i Perú. Les seves característiques i ús són iguals a les del peiot.

## Legislació
La legislació vigent que regula l'ayahuasca a escala mundial és bastant ambigua. El cultiu, comercialització i consum de les plantes de l'ayahuasca són legals, ja que el principi actiu, que és l'harmilina més altres alcaloides d'aquesta planta, no estan inclosos en cap de les llistes internacionals de substàncies internacionalment controlades. La part il·legal del beuratge prové de les plantes amb les quals es barreja; aquestes plantes tenen un alcaloide anomenat DMT (diemetriltriptamina), que és una substància prohibida pertanyent al Grup I de la llista de substàncies internacionalment controlades dels Estats Units, la més seguida per altres països.
Tot i això, la quantitat de DMT existent en una dosi d'ayahuasca molts cops no arriba o no està subjecta a les taules de penalització que existeixen en algunes de les diferents legislacions nacionals; això no obstant, hi ha hagut alguns casos de decomís, principalment a l'estat espanyol, Alemanya, França i Països Baixos.